# No Time for Nuts
No Time for Nuts (pol. Nie czas na żołędzie) – krótkometrażowy film animowany, wyreżyserowany przez Chrisa Renauda i Mike'a Thurmeiera. Dodatek do DVD z filmem Epoka lodowcowa 2: Odwilż. Jego bohaterem jest znany z filmu Epoka lodowcowa Scrat.

## Opis fabuły
Scrat, szukając orzechów, odkrywa maszynę, która przenosi go w czasie.